# (16930) Respighi
(16930) Respighi (1998 FF74) – planetoida z pasa głównego asteroid okrążająca Słońce w ciągu 5,84 lat w średniej odległości 3,24 j.a. Odkryta 29 marca 1998 roku.